# Factor de crecimiento endotelial vascular
El factor de crecimiento endotelial vascular (FCEV o VEGF, por Vascular Endothelial Growth Factor) es una proteína señalizadora implicada en la vasculogénesis (formación de novo del sistema circulatorio embrionario) y en la angiogénesis (crecimiento de vasos sanguíneos provenientes de vasos preexistentes). Las acciones del VEGF han sido estudiadas en las  células endoteliales vasculares, aunque también tiene efectos sobre otros tipos celulares (por ejemplo, estimula la migración de monocitos/macrófagos, neuronas, células epiteliales renales y células tumorales). Se ha demostrado que el VEGF estimula la división y la migración de células endoteliales in vitro. El VEGF también es un vasodilatador e incrementa la permeabilidad vascular; originalmente recibía el nombre de factor de permeabilidad vascular.

## Clasificación
VEGF incluye las proteínas homodiméricas VEGF-A (que es la que se designa normalmente al hablar de VEGF), VEGF-B, VEGF-C, VEGF-D y PIGF (factor de crecimiento placentario).
| Tipo   | Función |
| ------ | --- |
| VEGF-A | - Angiogénesis - ↑ Migración de células endoteliales - ↑ mitosis de células endoteliales - ↑ actividad de la Metano monooxigenasa - ↑ actividad de la integrina αvβ3 - creación de la luz de los vasos sanguíneos - creación de las fenestraciones de los vasos - Quimiotáctico para macrófagos y granulocitos - Vasodilatación (indirectamente, por liberación de NO) |
| VEGF-B | Angiogénesis embrionaria |
| VEGF-C | Linfoangiogénesis |
| VEGF-D | Necesario para el desarrollo de la vasculatura linfática que rodea los bronquiolos |
| PlGF   | - Importante para la Vasculogénesis - También necesario durante isquemia, inflamación, cicatrización y cáncer |

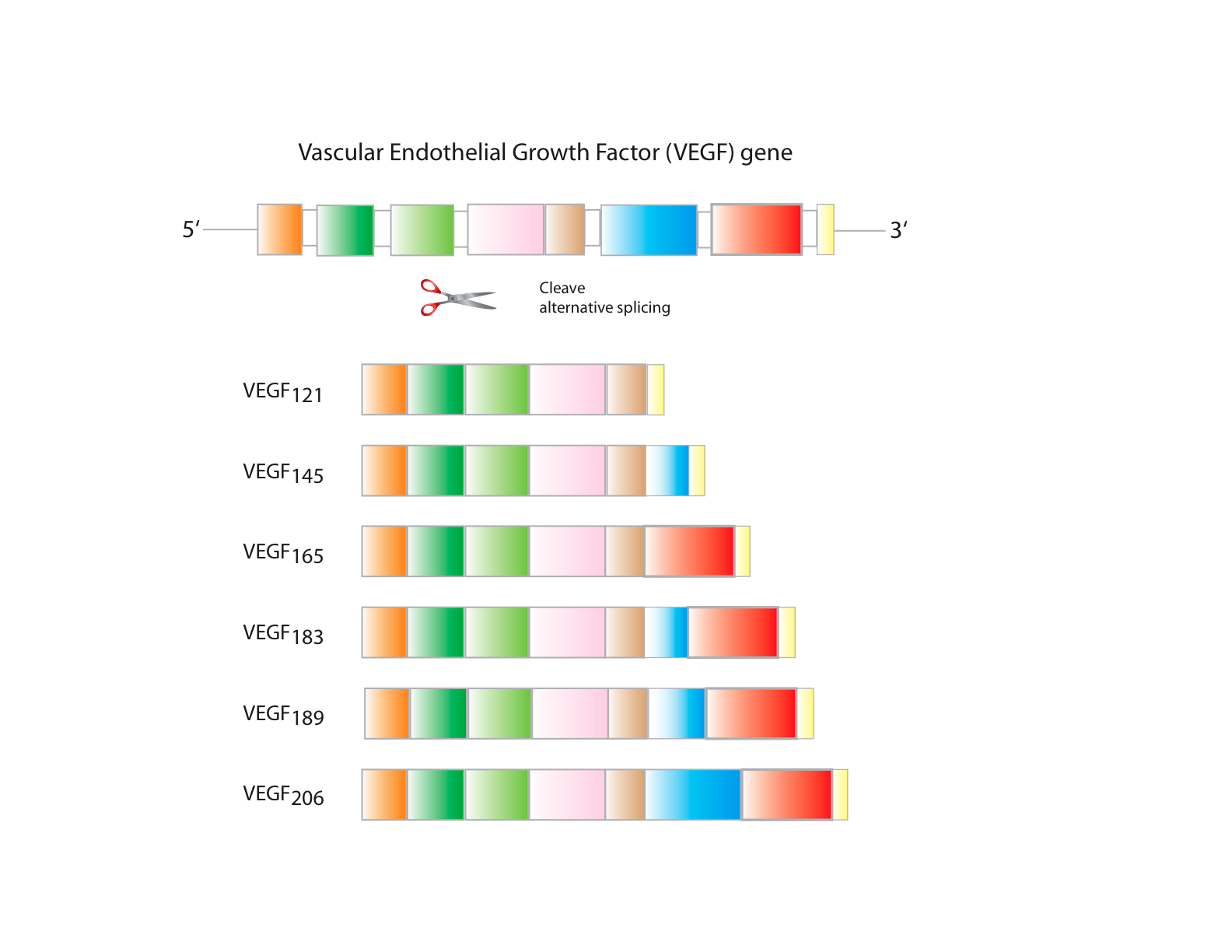
Representación esquemática de las diferentes isoformas de VEGF humano.

El término VEGF engloba a varias proteínas pertenecientes a dos familias, que son el resultado del empalme de ARN alternativo del ARNm de un único gen de VEGF con 8 exones. Las dos familias diferentes se nombran de acuerdo con el sitio de empalme del exón terminal. Si se une en el sitio de empalme proximal se denomina VEGFxxx y si lo hace en el sitio de empalme distal se denomina VEGFxxxb. Además, el ayuste alternativo de los exones 6 y 7 altera su afinidad por la heparina y su número de aminoácidos (en humanos: VEGF121, VEGF121b, VEGF145, VEGF165, VEGF165b, VEGF189, VEGF206; los ortólogos de estas proteínas en roedores contienen un aminoácido menos). Estos dominios tienen importantes consecuencias funcionales para las variantes de empalme de VEGF, ya que el sitio de splicing terminal (que define el exón 8) determina si las proteínas son pro-angiogénicas (si se usa el sitio de ayuste proximal, lo que ocurre durante la angiogénesis) o anti-angiogénicas (si se usa el sitio distal, como ocurre en los tejidos normales). Además, la inclusión o exclusión de los exones 6 y 7 median las interacciones con los co-receptores de heparan sulfato, proteoglicanos (HSPGs) y neuropilina en la superficie celular, mejorando su capacidad de unirse y activar sus receptores (VEGFRs).

## Función
VEGF es un potente inductor de la formación de vasos sanguíneos durante el desarrollo embrionario (vasculogénesis) y tiene un papel fundamental en el crecimiento de vasos nuevos en el adulto (angiogénesis). Promueve angiogénesis en los procesos de inflamación crónica, cicatrización y en tumores.
VEGF es secretado por muchas células del mesénquima y del estroma. VEGF induce la migración de células precursoras endoteliales a partir de la médula ósea, y estimula la proliferación y diferenciación de estas células en los sitios de angiogénesis. Cuando la angiogénesis se origina a partir de vasos preexistentes (y no a partir de células precursoras), VEGF estimula la supervivencia de las células endoteliales, su proliferación y su motilidad, iniciando la gemación de nuevos capilares.

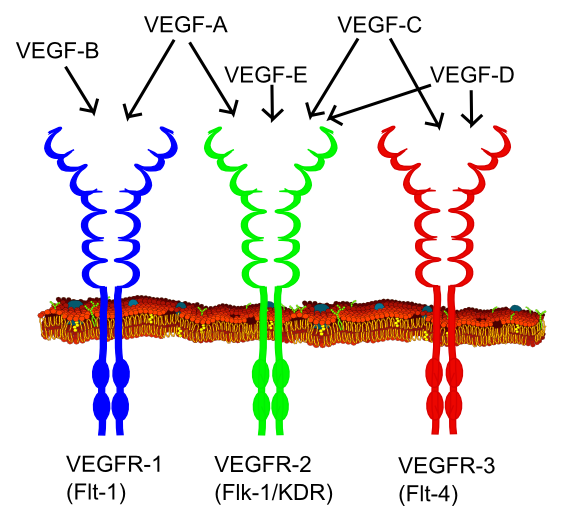
Tipos de VEGF y sus receptores.

Los miembros de la familia VEGF realizan su función en las células diana a través de tres receptores con actividad tirosina kinasa intrínseca: VEGFR-1, VEGFR-2 y VEGFR-3, localizados en células endoteliales y en otros tipos celulares. El más importante en angiogénesis es VEGFR-2.
La unión ligando-receptor produce la dimerización del receptor y su activación mediante  transfosforilación, aunque en sitios, momentos e intensidad diferentes. Los receptores de VEGF tienen una porción extracelular que consta de 7 dominios similares a inmunoglobulinas, una única región transmembrana, y una región intracelular que contiene un dominio tirosina kinasa escindido. VEGF-A se une a VEGFR-1 (Flt-1) y VEGFR-2 (KDR/Flk-1). VEGFR-2 parece mediar casi todas las respuestas celulares conocidas de VEGF. La función de VEGFR-1 se conoce menos, pero se piensa que modula la función de VEGFR-2. Además VEGFR-1 podría secuestrar VEGF para evitar su unión con VEGFR-2 (esto parece ser especialmente importante durante la vasculogénesis en el embrión). VEGF-C y VEGF-D, pero no VEGF-A, son ligandos del tercer receptor (VEGFR-3), que media la  linfangiogénesis.

## Producción
La producción de VEGFxxx puede inducirse en células que no están recibiendo suficiente oxígeno. Cuando una célula es deficitaria en oxígeno, produce HIF (por hypoxia-inducible factor), un factor de transcripción. HIF estimula la liberación de VEGFxxx, entre otras funciones (como la modulación de la eritropoyesis). El VEGFxxx circulante se une a los receptores de VEGF en las células endoteliales, desencadenando así una vía de tirosina kinasa que conduce a la angiogénesis.
HIF1 alfa y HIF1 beta se producen continuamente, pero HIF1 alfa es altamente lábil en presencia de O2, por lo que se degrada en condiciones aeróbicas. Cuando la célula está en condiciones de hipoxia, HIF1 alfa persiste y el complejo HIF1alfa/beta estimula la liberación de VEGF.

## Significación clínica
En aquellos casos en los cuales las arterias coronarias presentan estenosis (ralentización del flujo sanguíneo) avanzada (lo cual posibilita la aparición de angina de pecho o en casos más graves isquemias que pueden conllevar a infartos), se abre la posibilidad de emplear el VEGF con el fin de formar nuevos vasos sanguíneos a partir de otros preexistentes. Esto permite un aporte mayor de nutrientes y sustancias vitales, de manera que se reduce la sobrecarga que sufre el corazón debido a la alta demanda de esfuerzo y poca oferta de nutrientes esenciales.
Esto ha permitido reducir la dependencia de medicamentos antianginosos y vasodilatadores coronarios.
VEGFxxx se ha relacionado con un pronóstico pobre en cáncer de mama. Numerosos estudios muestran una reducción en la supervivencia en los tumores que sobreexpresan VEGF. La sobreexpresión de VEGFxxx puede ser un paso temprano en el proceso de generación de metástasis, un paso involucrado en el "switch" angiogénico. Sin embargo, aunque  VEGFxxx se ha correlacionado con una disminución de la supervivencia, el mecanismo exacto en la progresión tumoral permanece desconocido. 
VEGFxxx también se libera en la artritis reumatoide en respuesta a TNF-α, donde aumenta la permeabilidad endotelial y la hinchazón, y estimula la angiogénesis (formación de capilares).
VEGFxxx también es importante en la retinopatía diabética (DR). Los problemas microcirculatorios en la retina de los pacientes con diabetes puede causar isquemia en la retina, que conduce a la liberación de VEGFxxx, y un cambio en el equilibrio entre las isoformas pro-angiogénicas VEGFxxx sobre las isoformas que se expresan normalmente VEGFxxxb. VEGFxxx puede entonces causar la creación de nuevos vasos en la retina y en otras regiones del ojo, iniciando cambios que pueden amenazar la visión. 
VEGFxxx juega un papel en la patología de la forma húmeda de la degeneración macular asociada a la edad (DMAE), que es la principal causa de ceguera en el mundo industrializado. La patología vascular de la DMAE comparte ciertas similitudes con la retinopatía diabética, aunque la causa de la enfermedad  la fuente original de la neovascularización difiere entre las dos enfermedades.  
Los niveles séricos de VEGF-D están elevados de forma significativa en los pacientes con angiosarcoma. Sin embargo, pacientes afectados por enfisema pulmorar presentan niveles disminuidos de VEGF en las arterias pulmonares. 
En el riñón, un aumento en la expresión de VEGFxxx en los glomérulos causa directamente la hipertrofia glomerular asociada con proteinuria.
Los estudios actuales, sin embargo, muestran que VEGF no es el único factor implicado en angiogénesis: FGF-2 y HGF son también potentes factores angiogénicos.
Aunque no se ha asociado como un biomarcador para el diagnóstico de accidente cerebro vascular isquémico agudo, si se ha asociado niveles altos de VEGF en suero en las primeras 48 horas con un mal pronóstico en infartos cerebrales mayores  a los 6 meses y a los 2 años.

## Terapias anti-VEGF
Una vez liberado, VEGFxxx puede desencadenar varias respuestas. Puede estimular la supervivencia, el movimiento o la diferenciación de una célula. Por esta razón, VEGF es una diana potencial para el tratamiento del cáncer. La primera droga anti-VEGF, un anticuerpo monoclonal denominado bevacizumab, se aprobó en 2004. Approximadamene el 10-15% de los pacientes utilizan una terapia con bevacizumab; sin embargo, los biomarcadores para demostrar su eficacia no se conocen aún. En principio, como VEGF promueve la angiogénesis, un proceso necesario para el crecimiento de los tumores, el tratamiento con bevacizumab impediría la acción de VEGF. Ello bloquearía la formación de vasos sanguíneos, privando al tumor del aporte necesario de nutrientes para su crecimiento, impidiéndose así la proliferación celular y el desarrollo del tumor.
La terapias anti-VEGF son importantes en el tratamiento de ciertos cánceres y de la degeneración macular asociada a la edad. Pueden utilizar anticuerpos monoclonales, tales como bevacizumab (Avastin), derivados de anticuerpos como ranibizumab (Lucentis), o pequeñas moléculas disponibles por vía oral que inhiben las tirosina kinasas estimuladas por VEGF: lapatinib (Tykerb), sunitinib (Sutent), sorafenib (Nexavar), axitinib,  y pazopanib.
Los dos compuestos basados en anticuerpos se comercializan. Los tres primeros compuestos disponibles por vía oral también, y los dos últimos están siendo probados en ensayos clínicos. 
Bergers y Hanahan concluyeron en 2008 que drogas anti-VEGF pueden mostrar eficacia terapéutica en modelos de cáncer en ratón y en un número creciente de cánceres humanos. Pero "como máximo los beneficios son transitorios, seguidos por un restablecimiento del crecimiento y la progresión del tumor".
AZ2171 es un inhibidor de tirosina kinasa multi-objetivo, que ha demostrado tener efectos antiedema mediante la reducción de la permeabilidad y ayudando a la normalización vascular. 